# 2025년 1월
| 2025년: 1월 · 2월 · 3월 · 4월 · 5월 · 6월 · 7월 · 8월 · 9월 · 10월 · 11월 · 12월 |

| \| 2025년 1월 1일 (수요일) \| \| 편집 \| |  |      |
| 국제 관계 - 루마니아와 불가리아가 솅겐 협정에 따른 완전한 솅겐 지역이 되었다. 루마니아와 불가리아는 지난 2024년 3월 31일 항공 및 해상 국경 검문 해제에 이어서, 2025년 1월 1일자로 육로 출입국관리가 해제되었다. 법과 범죄 - 오전 3시 15분경에 미국 루이지애나 주 뉴올리언스에서 샴수드딘 자바가 트럭 돌진으로 15명을 죽이고 33명에게 부상을 입힌 후 경찰과의 총격전에서 경찰 2명을 추가 상해한 2025년 뉴올리언스 트럭 돌진 공격이 일어났다. - 미국의 참전용사인 현역 육군 장병 매튜 리벨스버거가 전쟁으로 인한 PTSD와 여러가지 문제들로 사회·정치적 상황에 불만을 나타내는 글을 쓴 뒤 새해 첫 날 오전 네바다 주 라스베이거스 트럼프호텔 앞에서 테슬라 사이버트럭을 폭탄으로 폭발시켜 자살한 2025년 라스베이거스 차량 폭발 사건이 일어났다 |  |      |
| 2025년 1월 1일 (수요일) |  | 편집 |

| 2025년 1월 1일 (수요일) |  | 편집 |

| \| 2025년 1월 2일 (목요일) \| \| 편집 \| |  |      |
|                                          |  |      |
| 2025년 1월 2일 (목요일)                  |  | 편집 |

| 2025년 1월 2일 (목요일) |  | 편집 |

| \| 2025년 1월 3일 (금요일) \| \| 편집 \| |  |      |
| 법과 범죄 - 2024년 대한민국 비상계엄 - 고위공직자범죄수사처(공수처)가 용산구 한남동 대통령 관저에서 내란죄 피의자 윤석열에 대한 체포영장 집행을 시도하였으나, 안전에 대한 우려로 영장 집행을 중단하였다. 공수처는 이날 08시부터 영장 집행을 시도하였으나, 경호처와 대치를 이어가다 13시 30분경 집행을 중단하였다. 이와 관련하여 박종준 경호처장 등이 입건되었다. - 헌법재판소가 윤석열 대통령 탄핵소추 2차 변론준비기일 절차를 마치고, 1·2차 변론기일을 1월 14일과 1월 16일로 잡았다. |  |      |
| 2025년 1월 3일 (금요일) |  | 편집 |

| 2025년 1월 3일 (금요일) |  | 편집 |

| \| 2025년 1월 4일 (토요일) \| \| 편집 \| |  |      |
|                                          |  |      |
| 2025년 1월 4일 (토요일)                  |  | 편집 |

| 2025년 1월 4일 (토요일) |  | 편집 |

| \| 2025년 1월 5일 (일요일) \| \| 편집 \| |  |      |
| 법과 범죄 - 2024년 대한민국 비상계엄: 서울서부지방법원에서 윤석열 대통령측이 수색·체포영장 집행을 불허해달라면서 낸 이의 신청이 기각되었다. |  |      |
| 2025년 1월 5일 (일요일) |  | 편집 |

| 2025년 1월 5일 (일요일) |  | 편집 |

| \| 2025년 1월 6일 (월요일) \| \| 편집 \| |  |      |
| 국제 관계 - 인도네시아가 브릭스 회원국이 되었다. 정치와 선거 - 캐나다의 쥐스탱 트뤼도 총리가 사임 의사를 표명하였다. 후임자가 정해지면 물러나겠다고 밝혔으나, 집권 자유당의 의석이 과반이 아니라서 조기 총선의 가능성도 열려있다. 캐나다 하원의 직전 선거는 2021년 캐나다 연방 선거로, 당시 선거는 2019년 캐나다 연방 선거 이후 2년만에 실시된 조기 총선이었다. |  |      |
| 2025년 1월 6일 (월요일) |  | 편집 |

| 2025년 1월 6일 (월요일) |  | 편집 |

| \| 2025년 1월 7일 (화요일) \| \| 편집 \| |  |      |
| 사고와 재해 - 2025년 티베트 지진: 중화인민공화국 티베트 자치구 딩르현에서 모멘트 규모 7.1의 지진이 발생하였다. 이로 인하여 최소 126명 이상이 사망하였다. |  |      |
| 2025년 1월 7일 (화요일) |  | 편집 |

| 2025년 1월 7일 (화요일) |  | 편집 |

| \| 2025년 1월 8일 (수요일) \| \| 편집 \| |  |      |
|                                          |  |      |
| 2025년 1월 8일 (수요일)                  |  | 편집 |

| 2025년 1월 8일 (수요일) |  | 편집 |

| \| 2025년 1월 9일 (목요일) \| \| 편집 \| |  |      |
| 법과 범죄 - 대한민국 해병대 박정훈 대령이 항명·상관명예훼손혐의 1심 선고 공판에서 무죄를 선고받았다. 박정훈 대령은 해병대 수사단장으로서 해병대 채상병 사망 사건을 담당하였고, 이첩 보류 명령을 따르지 않았다는 이유로 2023년 10월 6일 항명으로 기소되었고, 상관명예훼손혐의도 받았다. 사건 초기에는 '집단항명 수괴' 혐의를 받았었다. |  |      |
| 2025년 1월 9일 (목요일) |  | 편집 |

| 2025년 1월 9일 (목요일) |  | 편집 |

| \| 2025년 1월 10일 (금요일) \| \| 편집 \| |  |      |
| 법과 범죄 - 2024년 대한민국 비상계엄: 대통령경호처 박종준 처장이 경찰 소환 조사에 출석하였다. 박 처장은 이날 출석 전에 사직서를 제출하였으며 최상목 대통령 권한대행이 이를 수리한 것으로 알려졌다. |  |      |
| 2025년 1월 10일 (금요일) |  | 편집 |

| 2025년 1월 10일 (금요일) |  | 편집 |

| \| 2025년 1월 11일 (토요일) \| \| 편집 \| |  |      |
|                                           |  |      |
| 2025년 1월 11일 (토요일)                  |  | 편집 |

| 2025년 1월 11일 (토요일) |  | 편집 |

| \| 2025년 1월 12일 (일요일) \| \| 편집 \| |  |      |
|                                           |  |      |
| 2025년 1월 12일 (일요일)                  |  | 편집 |

| 2025년 1월 12일 (일요일) |  | 편집 |

| \| 2025년 1월 13일 (월요일) \| \| 편집 \| |  |      |
| 법과 범죄 - 2024년 대한민국 비상계엄: 계엄 당일 허석곤 소방청장에게 이상민 당시 행정안전부 장관의 언론사 단전·단수 지시가 있었다고 알려졌다. 국회 행정안전위원회에서 윤건영 의원의 관련 질의에 따른 허 소방청장의 답변에 따라 확인되었으며, 그 대상은 경향신문과 한겨레신문, 문화방송(MBC), 김어준의 겸손은 힘들다 뉴스공장 등이었다. - 대한민국 국방부검찰단이 박정훈 대령 1심 무죄에 대하여 항소한다고 밝혔다. 박정훈 대령은 2025년 1월 9일 항명·상관명예훼손 혐의 1심 선고에서 무죄를 선고받았었다. |  |      |
| 2025년 1월 13일 (월요일) |  | 편집 |

| 2025년 1월 13일 (월요일) |  | 편집 |

| \| 2025년 1월 14일 (화요일) \| \| 편집 \| |  |      |
| 법과 범죄 - 윤석열 대통령 탄핵소추: 헌법재판소에서 첫 번째 변론기일이 열렸다. - 변론 전 피소추인 윤석열 측이 낸 정계선 재판관 기피신청은 다른 헌법재판관 7명의 일치된 의견으로 기각되었다. - 피소추인 윤석열이 안전 문제를 이유로 불참하였으며, 당사자 출석 관련 조항(헌법재판소법 제52조)에 따라 1차 변론기일은 4분여 만에 종료되었다. 2차 변론기일은 이틀 뒤인 1월 16일이며, 2차 변론기일부터는 피소추인 등 당사자들의 출석하지 않더라도 변론 절차가 진행된다. 사고와 재해 - 일본 미야자키현 미야자키시 남동쪽 22km 해역에서 규모 6.9, 진도 5-의 지진이 발생하였다. - 자유로에서 블랙아이스로 인한 44중 추돌사고가 발생했고, 평택파주고속도로에서 43중 추돌사고가 발생했다. 스포츠 - 대한체육회 회장 선거에서 유승민 후보자가 당선되었다. 전체 투표인 2244명 중 1209명이 투표에 참여한 가운데, 유효표 1206표 중 유승민 후보자가 1위인 417표를 득표하였다. 3선에 도전한 이기흥 회장은 득표수 379표로 2위를 기록하며 낙선하였다. 유승민 후보자는 2004년 하계 올림픽 탁구 남자 단식 금메달리스트이며, IOC 선수위원(2016~2024)과 대한탁구협회 회장(2019~2024)을 지냈다. |  |      |
| 2025년 1월 14일 (화요일) |  | 편집 |

| 2025년 1월 14일 (화요일) |  | 편집 |

| \| 2025년 1월 15일 (수요일) \| \| 편집 \| |  |      |
| 법과 범죄 - 윤석열 체포, 2024년 대한민국 비상계엄: 윤석열이 대한민국 헌정사 최초로 현직 대통령 신분으로 체포되었다. 공수처의 체포영장 2차 집행이 이루어진 것이다. 앞서 공수처는 1월 3일 1차 집행 시도를 하다가 물러났으며, 이후 유효기간 만료로 1월 7일 체포영장을 재발부 받았었다. 정치와 선거 - 미국의 대통령: 미국의 조 바이든 대통령이 퇴임을 앞두고 대국민 고별 연설을 진행하였다. 바이든 대통령은 오는 1월 20일 임기가 종료되며, 2024년 미국 대통령 선거 당선자인 도널드 트럼프가 대통령에 취임할 예정이다. |  |      |
| 2025년 1월 15일 (수요일) |  | 편집 |

| 2025년 1월 15일 (수요일) |  | 편집 |

| \| 2025년 1월 16일 (목요일) \| \| 편집 \| |  |      |
| 법과 범죄 - 2024년 대한민국 비상계엄 - 윤석열 체포: 서울중앙지방법원이 윤석열의 체포적부심사를 기각하였다. - 윤석열 대통령 탄핵소추: 헌법재판소에서 1월 14일 1차에 이은 윤석열 대통령 탄핵소추 2차 변론기일이 진행되었다. - 체포와 관련한 윤석열 측의 변론기일 변경신청을 받지 않기로 결정하였다. - 기존 5차까지 지정된 변론기일에 2월 6일, 11일, 13일 등 3차례의 변론기일을 추가로 지정하였다. - 헌법재판소가 국회 측 증인신청과 관련하여 홍장원 전 국정원 제1차장, 조지호 경찰청장, 곽종근 육군 특전사령부 사령관, 이진우 수도방위사령부 사령관, 여인형 방첩사령부 사령관, 김용현 전 국방부 장관 등 6명의 증인을 채택하였다. 무력 충돌과 공격 - 2025년 1월 16일부터 콜롬비아와 베네수엘라 접경 지역인 카타툼보 지역 일대에서 콜롬비아 무장혁명군(FARC)과 국민해방군 (콜롬비아)(ELN) 사이에 무장충돌이 벌어졌다. |  |      |
| 2025년 1월 16일 (목요일) |  | 편집 |

| 2025년 1월 16일 (목요일) |  | 편집 |

| \| 2025년 1월 17일 (금요일) \| \| 편집 \| |  |      |
| 법과 범죄 - 2024년 대한민국 비상계엄, 윤석열 체포: 고위공직자범죄수사처(공수처)가 내란 우두머리와 직권남용 권리행사 방해 혐의로 윤석열에 대한 구속영장을 청구하였다. 공수처는 범죄중대성·재범위험성 고려하여 구속영장을 청구하였다고 밝혔다. 1월 15일 체포영장 집행과 마찬가지로 대한민국 헌정사 최초의 일이다. - 윤석열 대통령 탄핵소추: 피소추인(윤석열) 측의 증인신청과 관련하여 김현태 제707특수임무단 단장을 증인으로 채택하였다. |  |      |
| 2025년 1월 17일 (금요일) |  | 편집 |

| 2025년 1월 17일 (금요일) |  | 편집 |

| \| 2025년 1월 18일 (토요일) \| \| 편집 \| |  |      |
|                                           |  |      |
| 2025년 1월 18일 (토요일)                  |  | 편집 |

| 2025년 1월 18일 (토요일) |  | 편집 |

| \| 2025년 1월 19일 (일요일) \| \| 편집 \| |  |      |
| 무력 충돌과 공격 - 이스라엘-하마스 전쟁: 이스라엘과 하마스가 6주간 휴전키로 하였다. 법과 범죄 - 2024년 대한민국 비상계엄, 윤석열 체포 - 1월 17일 청구된 윤석열에 대한 구속영장이 03시경 발부되었다. 이에 따라 윤석열은 탄핵으로 직무가 정지된 상태에서 대한민국 헌정사 최초로 구속된 대통령이 되었다. - 2025년 서울서부지방법원 습격: 영장을 발부한 서울서부지방법원에 윤석열 지지자들이 몰려들어 난입하고 집기를 부수는 등 난동이 발생하였다. |  |      |
| 2025년 1월 19일 (일요일) |  | 편집 |

| 2025년 1월 19일 (일요일) |  | 편집 |

| \| 2025년 1월 20일 (월요일) \| \| 편집 \| |  |      |
| 정치와 선거 - 2025년 도널드 트럼프 대통령 취임식 - 도널드 트럼프가 제47대 미국 대통령에 취임하였다. - 트럼프는 제45대 미국 대통령을 지냈으며, 2017년 취임식에 이은 두 번째 취임식이다. |  |      |
| 2025년 1월 20일 (월요일) |  | 편집 |

| 2025년 1월 20일 (월요일) |  | 편집 |

| \| 2025년 1월 21일 (화요일) \| \| 편집 \| |  |      |
| 법과 범죄 - 2024년 대한민국 비상계엄 - 윤석열 대통령 탄핵소추 - 헌법재판소에서 1월 16일 2차에 이은 윤석열 대통령 탄핵소추 3차 변론기일이 열렸다. 피소추인 윤석열이 처음으로 출석하였으며, 피소추인은 이후 변론기일에 모두 출석할 것이라고 밝혔다. - 헌법재판소(헌재)가 피소추인(윤석열) 측의 증인신청과 관련하여 이상민 당시 행정안전부 장관, 박춘섭 경제수석을 증인채택하였다. 1월 16일, 1월 17일에 이은 증인채택으로, 이날까지 헌재는 모두 9명의 증인을 채택하였다. - 서울특별시경찰청에서는 폭력 사태 발생에 대비하여 기동대 64개 부대 4000명의 경력을 헌법재판소 인근에 배치하였다. 앞서 구속영장이 발부된 1월 19일에는 서울서부지방법원 습격이 발생한 바 있다. 사고와 재해 - 2025년 1월 21일, 터키 볼루 주 카르탈카야 스키 리조트 내 그랜드 카르탈 호텔에서 화재가 발생하여 최소 79명이 사망하고 51명이 부상을 입었다 |  |      |
| 2025년 1월 21일 (화요일) |  | 편집 |

| 2025년 1월 21일 (화요일) |  | 편집 |

| \| 2025년 1월 22일 (수요일) \| \| 편집 \| |  |      |
| 법과 범죄 - 2024년 대한민국 비상계엄: 홍장원 당시 국정원 제1차장이 '윤석열 정부의 비상계엄 선포를 통한 내란혐의 진상규명 국정조사 특별위원회'(내란혐의 국조특위) 제1차 청문회 일정에 출석하여 계엄 당시 정치인 체포 지시가 있었으며, 조태용 국가정보원장에게 관련 보고를 하였다는 증언을 하였다. 내란혐의 국조특위는 지난 2024년 12월 31일 국정조사계획서 승인의 건(의안번호 2207147)이 국회 표결에서 가결, 승인되었다. |  |      |
| 2025년 1월 22일 (수요일) |  | 편집 |

| 2025년 1월 22일 (수요일) |  | 편집 |

| \| 2025년 1월 23일 (목요일) \| \| 편집 \| |  |      |
| 법과 범죄 - 2024년 대한민국 비상계엄 - 윤석열 대통령 탄핵소추 - 헌법재판소에서 1월 21일 3차에 이은 윤석열 대통령 탄핵소추 4차 변론기일이 열렸다. 피소추인 윤석열이 출석하였다. 피소추인측은 경고성 계엄임을 주장하였다. 이날 김용현 계엄 당시 국방부장관이 증인으로 출석, 증인 신문이 있었다. |  |      |
| 2025년 1월 23일 (목요일) |  | 편집 |

| 2025년 1월 23일 (목요일) |  | 편집 |

| \| 2025년 1월 24일 (금요일) \| \| 편집 \|                                                        |  |      |
| 법과 범죄 - 텔레그램에서 5년간 남녀노소를 가리지 않고 234명을 성착취한 일당의 총책이 검거되었다. |  |      |
| 2025년 1월 24일 (금요일)                                                                         |  | 편집 |

| 2025년 1월 24일 (금요일) |  | 편집 |

| \| 2025년 1월 25일 (토요일) \| \| 편집 \|                                                                                |  |      |
| 무력 충돌과 공격 - M23 공세에서 3월 23일 운동(반군 단체, 약칭 M23)이 콩고민주공화국 북키부주의 주도인 고마를 점령하였다. |  |      |
| 2025년 1월 25일 (토요일)                                                                                                 |  | 편집 |

| 2025년 1월 25일 (토요일) |  | 편집 |

| \| 2025년 1월 26일 (일요일) \| \| 편집 \| |  |      |
| 법과 범죄 - 2024년 대한민국 비상계엄, 윤석열 대통령 탄핵소추 - 대한민국 검찰이 형법상 내란 수괴 혐의로 윤석열 대통령을 구속 기소하였다. 23일 고위공직자범죄수사처에서 사건을 넘겨받은 검찰은 앞서 두 차례에 걸쳐 구속 연장을 신청하였으나 법원에 의해 기각되었다. 정치와 선거 - 벨라루스에서 대통령 선거가 실시되었으며, 알렉산드르 루카셴코 대통령이 당선, 7번째 임기를 이어가게 되었다. 루카셴코 대통령은 1994년 대통령 선거에서 당선되어 1994년 7월 20일 임기를 시작한 이래로 30년 이상 집권 중이다. |  |      |
| 2025년 1월 26일 (일요일) |  | 편집 |

| 2025년 1월 26일 (일요일) |  | 편집 |

| \| 2025년 1월 27일 (월요일) \| \| 편집 \| |  |      |
|                                           |  |      |
| 2025년 1월 27일 (월요일)                  |  | 편집 |

| 2025년 1월 27일 (월요일) |  | 편집 |

| \| 2025년 1월 28일 (화요일) \| \| 편집 \| |  |      |
| 사고와 재해 - 에어부산 391편 화재 사고: 김해국제공항에서 이륙 준비를 하던 에어부산 391편 항공기에서 화재가 발생, 7명이 부상을 입었다. 사고기 탑승자는 176명(승객 169, 승무원 7)이었다. |  |      |
| 2025년 1월 28일 (화요일) |  | 편집 |

| 2025년 1월 28일 (화요일) |  | 편집 |

| \| 2025년 1월 29일 (수요일) \| \| 편집 \| |  |      |
| 사고와 재해 - 2025년 포토맥강 공중 충돌 사고: PSA 항공의 여객기와 미국 육군의 헬리콥터가 포토맥강 상공에서 충돌해 두 기체가 모두 강에 추락하는 사고가 발생했고 67명이 사망하였다. - 2025년 라이트 에어 서비스 비치크래프트 1900 추락 사고: 남수단 유니티주에서 소형 항공기가 추락해 18명이 사망하였다. 정치와 선거 - 시리아 과도정부의 대통령에 아메드 알샤라가 임명되었다. 시리아는 2024년 12월 8일 다마스쿠스 함락과 아사드 정권의 몰락이 있었다. |  |      |
| 2025년 1월 29일 (수요일) |  | 편집 |

| 2025년 1월 29일 (수요일) |  | 편집 |

| \| 2025년 1월 30일 (목요일) \| \| 편집 \| |  |      |
|                                           |  |      |
| 2025년 1월 30일 (목요일)                  |  | 편집 |

| 2025년 1월 30일 (목요일) |  | 편집 |

| \| 2025년 1월 31일 (금요일) \| \| 편집 \| |  |      |
| 법과 범죄 - 2024년 대한민국 비상계엄 - 윤석열 대통령 탄핵소추 - 헌법재판소에서 국회 측이 신청한 이상민 행정안전부장관과 김용빈 중앙선거관리위원회 사무총장, 그리고 피소추인 윤석열 측이 신청한 신원식 국가안보실장, 백종욱 전 국가정보원 3차장, 조태용 국가정보원장 등 5명 각각 증인으로 채택하였다. 사고와 재해 - 필라델피아 리어젯 추락 사고: 미국 펜실베이니아주 필라델피아 북동부 지역에서 응급의료지원 소형 제트기 리어젯 55(Med Jets Flight 56)가 이륙 직후 시내 쇼핑몰 인근에 추락해 7명이 사망하고(탑승자 6명, 지상 1명) 24명이 부상을 입는 사고가 발생하였다. |  |      |
| 2025년 1월 31일 (금요일) |  | 편집 |

| 2025년 1월 31일 (금요일) |  | 편집 |

| <          | 2025년 1월 | 2025년 1월 | 2025년 1월  | 2025년 1월 | 2025년 1월 | >          |
| 일         | 월         | 화         | 수          | 목         | 금         | 토         |
|            |            |            | 1 12.2 경오 | 2 3 신미   | 3 4 임신   | 4 5 계유   |
| 5 6 갑술   | 6 7 을해   | 7 8 병자   | 8 9 정축    | 9 10 무인  | 10 11 기묘 | 11 12 경진 |
| 12 13 신사 | 13 14 임오 | 14 15 계미 | 15 16 갑신  | 16 17 을유 | 17 18 병술 | 18 19 정해 |
| 19 20 무자 | 20 21 기축 | 21 22 경인 | 22 23 신묘  | 23 24 임진 | 24 25 계사 | 25 26 갑오 |
| 26 27 을미 | 27 28 병신 | 28 29 정유 | 29 1.1 무술 | 30 2 기해  | 31 3 경자  |            |

| - 2024년 - 12월 - 2025년 - 1월 - 2월 편집하기 |